# Pluralis Benevolentiae
Als Pluralis Benevolentiae [pluˌʁaːlɪs benevoˈlɛnt͡si̯ɛ]  (lateinisch für „Plural des Wohlwollens“) bezeichnet man in der linguistischen Pragmatik eine pronominale Anredeform, nämlich ein inklusives Wir, das anstelle der Du- oder Sie-Form verwendet wird, um die Distanz zum Angesprochenen zu vermindern und um Vertraulichkeit und emotionale Wärme zu schaffen.
Im deutschsprachigen Raum wird der Pluralis Benevolentiae insbesondere von Eltern im liebevollen Umgang mit ihren kleinen Kindern verwendet: „Wir gehen jetzt aufs Klo Pipi machen.“ Eine weitere Variante ist das „Moderatoren-Wir“, das Vortragende und Moderatoren oft verwenden, um auszudrücken, dass sie den Angesprochenen auf gleicher Augenhöhe begegnen möchten: „In einer Krise entfalten wir häufig ungeahnte Kräfte.“

## Wandel des Sprachgebrauchs
Die stilistische Qualität des Pluralis Benevolentiae hat sich im Laufe der Moderne gewandelt. Bis weit ins 20. Jahrhundert wurde die Form von medizinischem und Pflegepersonal häufig auch gegenüber Erwachsenen verwendet, zum Beispiel: „Wie geht es uns denn heute, hatten wir Stuhlgang?“ Gelegentlich wird sie daher auch als Krankenschwesternplural oder Pluralis sanitatis bezeichnet. Der Gebrauch der Form wird heute oft jedoch als unangemessen distanzlos und damit als unhöflich empfunden. Sie kann sogar gezielt gewählt werden, um den Angesprochenen zu demütigen: „Mein lieber Freund und Kupferstecher, das tun wir aber nie wieder!“
Der ironische Charakter, den der Pluralis Benevolentiae annehmen kann, erscheint auch in anderen Sprachen:

“He invited her to sit with him, and she ordered her tea from an old Arab waiter in a shoddy
rose-colored uniform. "Gracious! Aren't we ever picturesque!" she said.”

„Er lud sie ein, bei ihm zu sitzen, und sie bestellte ihren Tee bei einem alten arabischen Kellner in einer schäbigen rosaroten Uniform. ‚Du meine Güte! Was sind wir malerisch!‘ sagte sie.“

## Ähnliche Formen
Unter den generischen Wir-Formen ist der Pluralis Benevolentiae im Deutschen die einzige, die verwendet wird, um andere Personen anzureden. Pluralformen wie der Pluralis Modestiae, der Pluralis Auctoris und der Pluralis Majestatis bezeichnen hingegen ein Ich.